# Wörterbuch der ägyptischen Sprache
Wörterbuch der ägyptischen Sprache (česky Slovník egyptského jazyka) je rozsáhlý slovník starověké egyptštiny vydávaný v Německu v letech 1926–1961. Pokrývá všechny její vývojové fáze s výjimkou koptštiny. Práce na jeho sestavení vedl Adolf Erman a později také Hermann Grapow. Dílo má pět hlavních svazků, pět svazků odkazů a další dva svazky indexů. Obsahuje více než 16 000 slov; proto je dodnes nejúplnějším slovníkem svého druhu a základní egyptologickou pomůckou.